# 金剛寺 (さいたま市桜区)
金剛寺（こんごうじ）は、埼玉県さいたま市桜区にある真言宗智山派の寺院。

## 歴史
建久年間（1190年 - 1199年）、畠山重忠の開基である。重忠が土中より観音菩薩像を発掘して、この観音像のために道場（寺）を創建した。道場という地名もこの逸話が起源である。
当寺の本尊は観音菩薩である。前述の重忠が発掘したという仏像であり、現在は秘仏となっている。

## 文化財
- 庚申塔（さいたま市指定有形文化財 昭和58年4月11日指定）[2]
- 密教法具（さいたま市指定有形文化財 昭和61年5月9日指定）[3]

## 交通アクセス
- 南与野駅より徒歩32分。